# Únětice (okres Plzeň-jih)
Obec Únětice (dříve Ounětice, německy Aunietitz) se nachází v okrese Plzeň-jih v Plzeňském kraji, asi pět kilometrů západně od města Blovic. Vesnice se leží v nadmořské výšce okolo 490 metrů. Žije zde 155 obyvatel.

## Historie
První písemná zmínka o Úněticích pochází z roku 1358, kdy vesnice pařila knězi Šebestiánovi. V roce 1379 byla vesnice rozdělena mezi zemany Volfarta, Bořitu a Peška Javora, ale který z nich byl majitelem zdejší tvrze není jasné. V patnáctém století se Únětice staly součástí panství Vodokrty, a tvrz zanikla. Do druhé poloviny dvacátého století se z ní dochovaly drobné pozůstatky valů v zahradě bývalého panského hostince (čp. 20). Jihozápadně od vesnice se nachází pozůstatky vsi a tvrze Hluboká.